# Gunga (låt)
"Gunga" är en låt skriven av Benny Astor och Figge Boström framförd av Apopocalyps. Låten låg 14 veckor på Svensktoppen 1992.